# SSL 1300
Der SSL 1300 (früher LS 1300) ist ein seit Mitte der 1980er Jahre von dem Unternehmen SSL, ehemals Space Systems/Loral und heute eine Tochterfirma von Maxar Technologies, hergestellter Satellitenbus. Dabei handelt es sich um eine Versorgungseinheit, die das Tragen und Betreiben der Nutzlast des Satelliten ermöglicht. Der Satellitenbus findet vermehrt bei Kommunikationssatelliten Verwendung.

## Eigenschaften
Der SSL 1300 kann den Satelliten mit 5 kW bis 12 kW durchgehend versorgen und zusammen mit dem Satelliten ein Startgewicht von bis zu 5500 kg unterstützen. Satelliten in Standardgröße passen zusammen mit dem SSL 1300 in eine Nutzlastverkleidung mit einem Durchmesser von 4 Metern.
Der SSL 1300 wird laufend weiterentwickelt. Es gibt mehrere Varianten und Ausführungen der Einheit. Er kann in seiner größten Ausführung eine Leistungsverbesserung von bis zu 40 % aufweisen und dann den Satelliten mit bis zu 18 kW versorgen.